# Danko Jones
Danko Jones — канадская рок-группа из Торонто, Онтарио, основана в 1996 году. Группа состоит из Данко Джонса (вокал/гитара), JC (также известный как Джон Калабрезе) (бас-гитара) и Атом Виллард (ударные).

## История

### Образование группы
Образовавшись в 1996 году, они начали играть в Канаде и северо-восточной части США. Первоначально они даже не хотели выпускать альбомы, решив выступать только живьём. В конце концов трио выпустило шесть песен на Sonic Unyon в 1998 году.

## Дискография
Альбомы
- Sugar Chocolate 7" (1998) (Sonic Unyon)
- Danko Jones EP (1998) (Sonic Unyon)
- My Love Is Bold (1999) (Sound King / Outside Music)
- I’m Alive and on Fire (2001) (Bad Taste Records)
- Born a Lion (2002) (Bad Taste Records / Universal Canada)
- We Sweat Blood (2003) (Bad Taste Records / Razor & Tie)
- Ritual of the Savage 10" (split with Gluecifer & Peter Pan Speedrock) (2003) (Drunken Maria / Suburban)
- Sleep Is the Enemy (2006) (Bad Taste Records | Aquarius Records)
- Never Too Loud (2008) (Bad Taste Records / Aquarius Records)
- B-Sides (2009) (Bad Taste Records)
- This Is Danko Jones (2009) (Canadian-only greatest hits release) (Emd Int’l Records)
- Having Fun on Stage with Danko Jones 7 (2009) (Yeah Right! Records)
- Below the Belt (2010) (Bad Taste Records / Aquarius Records)
- Rock And Roll Is Black And Blue (2012) (Bad Taste Records)
- Fire Music (2012) (Bad Taste Records)
- Wild Cat (2017) (Bad Taste Records / AFM)

@ Hellfest 2013
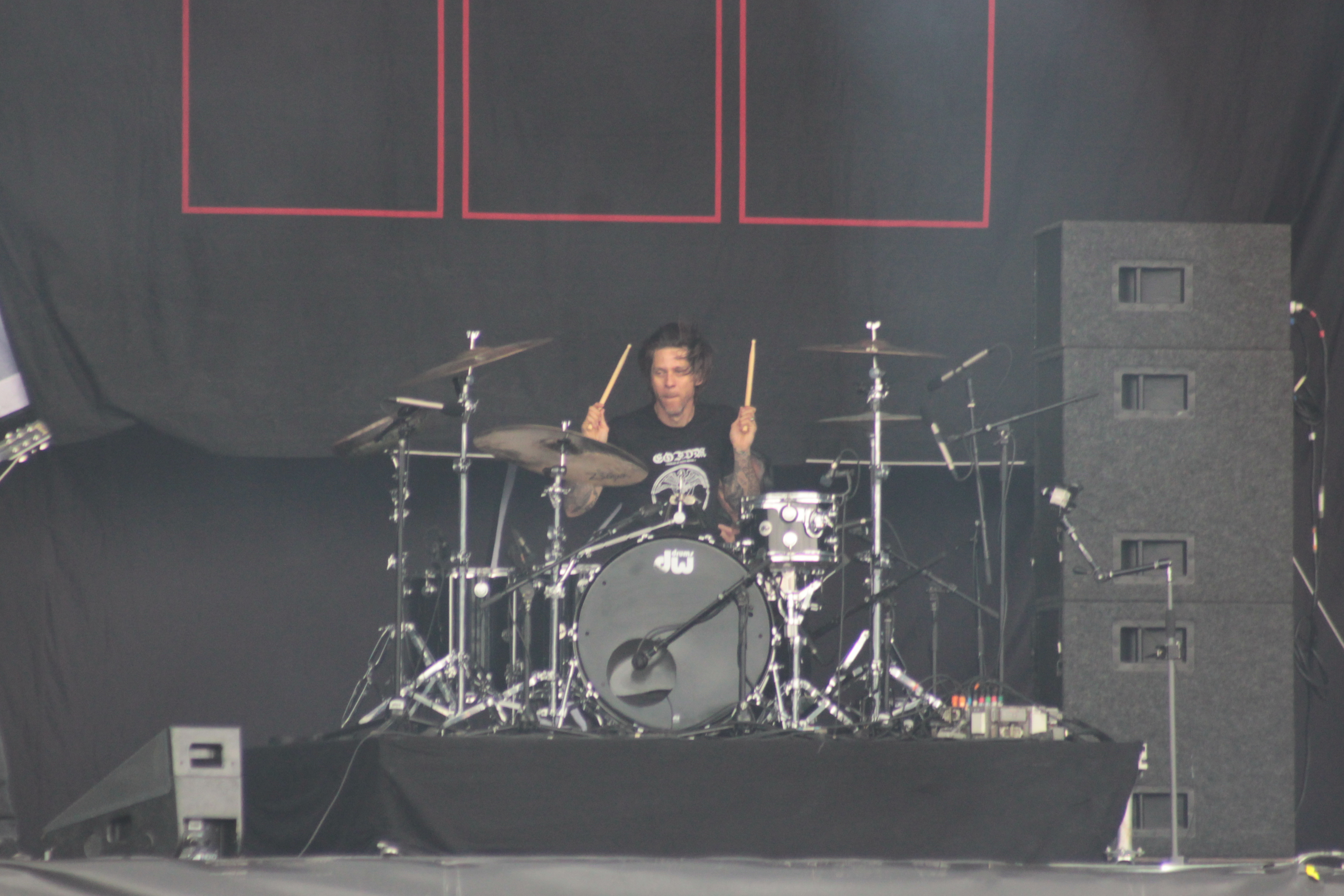
Atom Willard
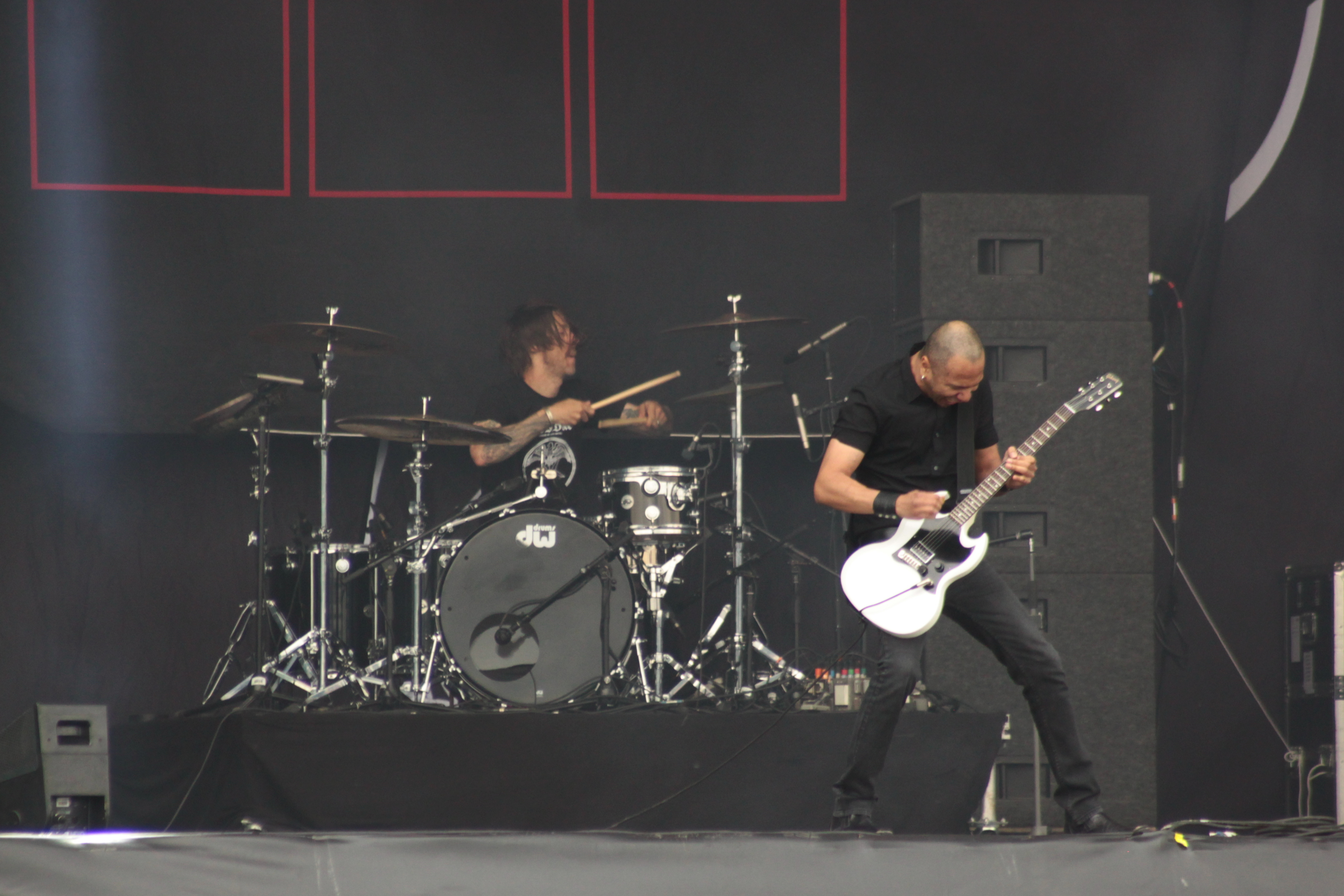
Atom Willard & Danko Jones
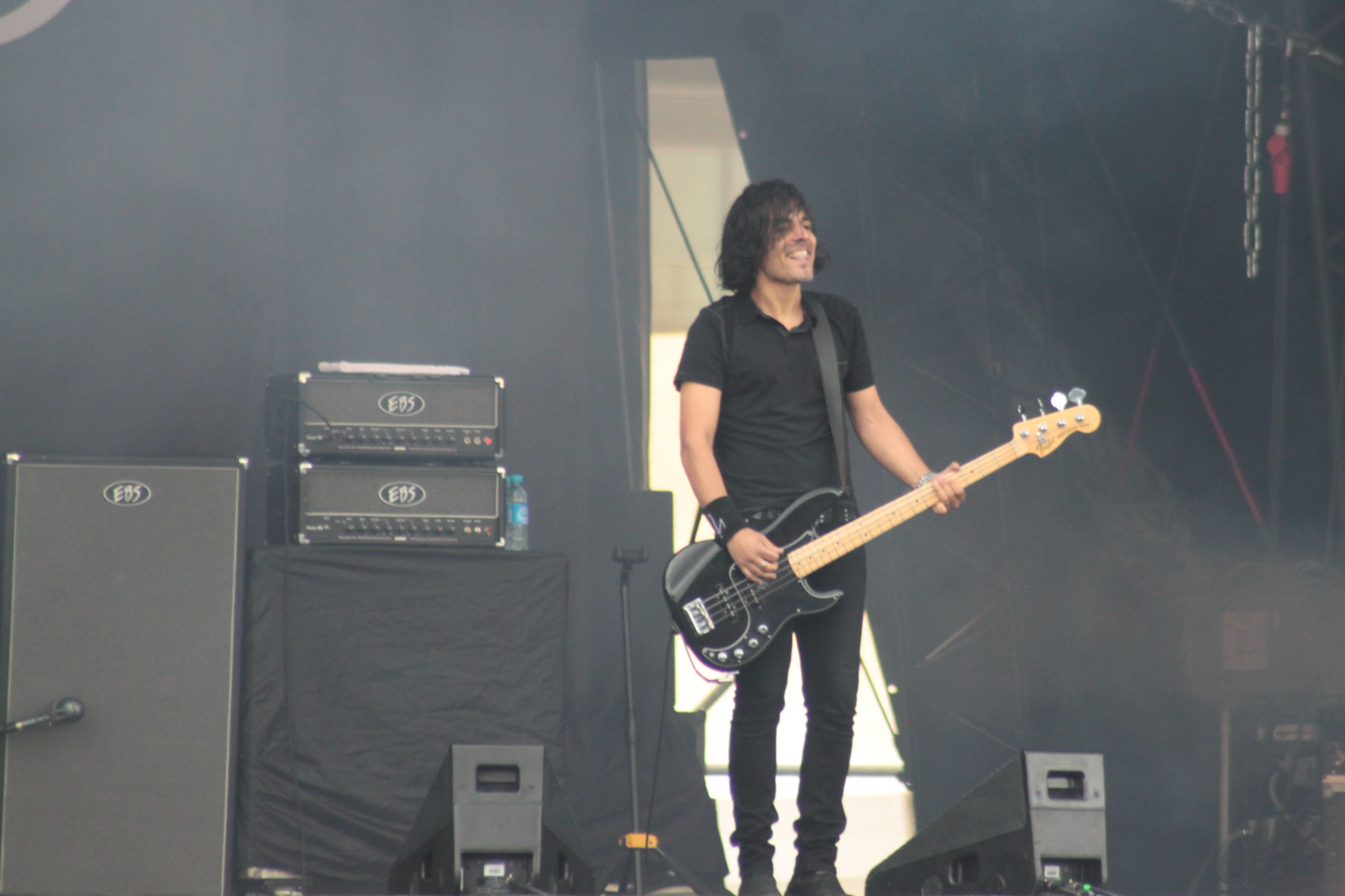
John Calabrese

Синглы
| Год  | Название                    | Наивысшая позиция в чарте | Альбом                |
| Год  | Название                    | U.S. Main.                | Альбом                |
| ---- | --------------------------- | ------------------------- | --------------------- |
| 2001 | «Cadillac»                  | —                         | I'm Alive and on Fire |
| 2002 | «Lovercall»                 | 36                        | Born a Lion           |
| 2002 | «Sound of Love»             | —                         | Born a Lion           |
| 2003 | «I Want You»                | —                         | We Sweat Blood        |
| 2003 | «Dance»                     | —                         | We Sweat Blood        |
| 2004 | «I Love Living in the City» | —                         | We Sweat Blood        |
| 2006 | «First Date»                | 35                        | Sleep Is the Enemy    |
| 2006 | «Baby Hates Me»             | —                         | Sleep Is the Enemy    |
| 2006 | «Don’t Fall in Love»        | —                         | Sleep Is the Enemy    |
| 2008 | «Code of the Road»          | —                         | Never Too Loud        |
| 2008 | «Take Me Home»              | —                         | Never Too Loud        |
| 2008 | «King of Magazines»         | —                         | Never Too Loud        |
| 2010 | «Full of Regret»            | 34                        | Below the Belt        |
| 2010 | «Active Volcanoes»          | —                         | Below the Belt        |
| 2010 | «Had Enough»                | —                         | Below the Belt        |

## Сборники
- «The Return of Jackie and Judy», from The Song Ramones the Same (2002) (White Jazz / MNW)
- «Bounce» from How We Rock (2002) (Burning Heart)
- «Dr. Evening» from Now We Are 5 (1998) (Sonic Unyon)
- «Samuel Sin» from Go! 50 Canadian Punk/HC Bands (1996) (Fans of Bad Productions)
- «I Gotta Calm Down» 7"/CD with Prog Punk band Removal

## Видео
- «Full of Regret» из альбома Below the Belt (2010) — при участии the DiamondBrothers
- «Sugar High» из альбома B-Sides (2009) — режиссёр Джордж Вейл
- «King of Magazines» из альбома Never Too Loud (2008) — при участии Ника Кросса и Стива Стефанелли w/ Дейв Купер
- «Code of the Road» из альбома «Never Too Loud» (2008) — режиссёр Джордж Вейл
- «Take Me Home» из альбома Never Too Loud (2008) — режиссёр Джордж Вейл
- Live in Stockholm DVD (2006) (Live Zone / Bad Taste)
- «Don’t Fall in Love» из альбома Sleep Is the Enemy (2006) — режиссёр Оскар Гульстранд
- «First Date» из альбома Sleep Is The Enemy (2006) — режиссёр Мика Майснер
- «Baby Hates Me» из альбома Sleep Is the Enemy (2006) — режиссёр Крис Грисмер
- «I Love Living in the City» из альбома We Sweat Blood (2004) — режиссёр Ханна Леёнквист
- «Dance» из альбома We Sweat Blood (2003) — режиссёр Калле Хаглунд
- «I Want You» из альбома We Sweat Blood (2003) — режиссёр Крэйг Бернард
- «Lovercall» из альбома Born a Lion (2002) — режиссёр Крэйг Бернард
- «Sound of Love» из альбома Born a Lion (2002) — режиссёр Крэйг Бернард
- «Cadillac» из альбома I'm Alive and on Fire (2001) — режиссёр Джейсон Ромили
- «My Love Is Bold» from the E.P. My Love Is Bold (2000) — режиссёр Джейсон Ромили
- «Bounce» from the E.P. My Love Is Bold (2000) — режиссёр Джейсон Ромили

## Награды
Juno Awards
- 2004 Номинация, Лучший рок альбом (We Sweat Blood)
- 2003 Номинация, Лучший клип («Lovercall»)
- 2003 Номинация, Лучший рок альбом (Born a Lion)
- 2000 Номинация, Лучший альтернативный альбом (My Love Is Bold)